# Ryan Wilson (rugby à XV)

a Compétitions nationales et continentales officielles uniquement.

b Matchs officiels uniquement.
Dernière mise à jour le 19 octobre 2019.
Ryan Wilson, né le 18 mai 1989 à Aldershot (Angleterre), est un joueur international écossais de rugby à XV évoluant au poste de troisième ligne centre ou de troisième ligne aile (1,91 m pour 105 kg). Il joue au sein de la franchise des Glasgow Warriors dans le Pro 12 depuis la saison 2010-2011, ainsi qu'en équipe d'Écosse depuis 2013.

## Biographie
Formé au Farnham RUFC dans le Surrey puis à Moseley, Ryan Wilson a ensuite joué successivement pour l'équipe d'Écosse des moins de 19 ans, celle des moins de 20 ans et l'équipe d'Écosse A. En 2010, il s'engage avec les Glasgow Warriors. Trois ans plus tard, en 2013, il connait sa première sélection avec l'équipe d'Écosse lors d'un match du Tournoi des Six Nations contre le pays de Galles.

## Carrière

### En club
- Depuis 2010 : Glasgow Warriors

### En équipe nationale
Il a obtenu sa première cape internationale le 9 mars 2013 à l’occasion d’un match contre l'équipe du pays de Galles à Édimbourg (Écosse).

## Palmarès

### En club
- Vainqueur du Pro 12 en 2015
- Finaliste du Pro 12 en 2014

## Statistiques en équipe nationale
- 50 sélections (37 fois titulaire, 13 fois remplaçant)
- Sélections par année : 4 en 2013, 5 en 2014, 6 en 2015, 8 en 2016, 9 en 2017, 9 en 2018, 8 en 2019
- Tournois des Six Nations disputés : 2013, 2014, 2016, 2017, 2018, 2019

En Coupe du monde :
- 2015 : 4 sélections (Japon, États-Unis, Afrique du Sud, Samoa)
- 2019 : 4 sélections (Irlande, Samoa, Russie, Japon)